# 2015年新疆皮山地震
2015年新疆皮山地震，又称2015年新疆地震或2015年皮山地震，是一场发生于2015年7月3日1时07分47秒的地震。地震规模为MW 6.3－6.4级、Ms 6.5级，震中位于中国新疆维吾尔自治区皮山县（北纬37.459度，东经78.154度），震源深度约10千米。本次地震是一次逆冲型事件，发生在泽普断裂上。由于灾区大部分位于山前溢出带，地下水位浅、地基土层软弱等场地条件对地震动有放大作用，震害影响范围较大。本次地震共造成3人遇难、214人受伤，其中17人重伤，共造成直接经济损失54.3亿元。截止2015年7月7日，共发生1298次余震。

## 地震详情

### 构造背景
2015年新疆皮山地震震源位于西昆仑山地隆起区与塔里木盆地过渡地带。随着新构造运动西昆仑山随着帕米尔的隆升，塔里木盆地持续下降，西昆仑山前分布多条活动断裂，在塔里木盆地边缘地带分布有泽普隐伏断裂和皮山东南隐伏断裂，此次地震微观震中位于这两条隐伏断裂之间。1900年以来，距本次地震震中距200千米范围内共发生过5次6级以上地震。其中最大地震为1902年和1910年发生的6.8级地震，时间上最近的6级地震为1998年5月29日发生的MS 6.2级地震。

### 地震观测
中国地震台网测定，本次地震震中位于中国新疆维吾尔自治区皮山县（北纬37.60度，东经78.20度），地震规模为MS 6.5级、MW 6.4级，震源深度约10千米。喀什地区喀什市、伽师县观测到仪器地震烈度6度，巴楚县测得最大加速度63伽。美国地质勘探局同日测定，本次地震震中位于中国新疆维吾尔自治区（北纬37.459度，东经78.154度），震源深度约20千米，最大烈度为7度。而在DYFI页面中，根据所收到的报告计算出的最大烈度为4度。

### 震后解析
本次地震发生在北西西方向的泽普断裂上，是一次逆冲型破裂，与该地区构造及以往地震破裂特点相符。专家表示本次地震与前段时间发生的2015年4月尼泊尔地震无关，是该地区本身应力积累与释放的结果。中国地震台网中心地震预报部主任蒋海昆认为，根据以往经验判断，该地区发生强余震的可能性不大。而结合断裂活动时代及断裂在地表活动的最新表现分析，此次地震与皮西那断裂关系密切。新疆地震局认为，本次地震震中位于新疆皮山县西南，距皮山县7公里，震中海拔低于1500米，南侧为泽普断裂，属于晚更新世断裂，盆地内部多有5-6级地震发生，为地震多发地。中国地震台网中心主任潘怀文认为，灾情可能会有进一步扩大，但不会造成特别重大人员伤亡。

## 各界反应

### 救援
中国人民解放军空军于地震当天上午紧急派出一架无人机赴地震灾区侦察灾情，在震区上空飞行100分钟，实时勘察、回传地面受灾情况。这也是解放军空军首次使用无人机执行抗震救灾侦察任务。当日11时30分，中华人民共和国国家减灾委、民政部针对新疆皮山地震灾情紧急启动国家Ⅳ级救灾应急响应。当日中午，新疆卫计委震后迅速启动了地震卫生应急II级响应，中华人民共和国国家卫生和计划生育委员会亦迅速部署新疆皮山地震医疗救援工作，协调指导新疆卫生计生委从依托新疆区人民医院建设的国家紧急医学救援队中抽组30名医护专家及10辆紧急医疗救援车。当日21时，中国地震局在灾区现场成立了由中国地震局修济刚任总指挥、新疆地震局王海涛局长任指挥长的地震应急指挥部。2017年7月8日，地震伤员全部得到及时救治。其中17人转入和田地区人民医院治疗，2人转入和田罗克曼医院治疗，且全部实行免费治疗。

### 捐助
地震发生后，灾区共收到新疆兵团其他十三个师捐款1121万元，并收到北京市怀柔区捐款20万元、北京市援和指挥部捐款捐物30万元、新疆兵团工会捐款20万元、新疆兵团团委捐物37.3万元和香港特别行政区红十字会捐款10万元。此外，新疆兵团红十字会还向三师、十四师地震灾区捐款15万元。隶属于新疆生产建设兵团第十四师的皮山农场积极参与皮山县抗震救灾工作。地震当天，皮山农场向皮山县灾区捐赠了价值约31.5万元的救灾物资。除此之外，中华人民共和国民政部根据灾区需求，紧急从中央救灾物资喀什储备库向皮山地震灾区组织调拨3200顶帐篷、5000床棉被、5000件棉大衣、3000张折叠床和3000个睡袋等中央救灾储备物资，帮助做好受灾群众临时安置工作。救援期间，由于皮山县户外最高温度达35℃以上，灾区群众不同程度地出现了夏伤暑湿和头痛等症状，喀什第一人民医院紧急调运3000盒价值3万余元的藿香正气水。由于灾后防疫工作落实到位，在持续高温天气的环境下，皮山县全县未发生一起疫病现象。林果业是皮山县作为农民增收的支柱产业，全县林果业面积37.2万亩，其中杏树面积9.11万亩。2015年7月8日，得知震后灾区皮西那乡滞销的杏干已经超过150吨，被称作“切糕王子”的阿迪力·麦麦提吐热承诺收购灾区15吨杏干。

## 影响
由于灾区大部分位于山前溢出带，地下水位浅、地基土层软弱等场地条件对地震动有放大作用，震害影响范围较大。本次地震共造成3人遇难、214人受伤，其中17人重伤，共造成直接经济损失54.3亿元。由于震中距较近，新疆和田地区7县市震感强烈。据皮山县群众反映，地震发生时，家中煤气罐摇晃，饮水机被震倒，花盆、厨具掉落，但震后当地电力、通信基本正常。截止2015年7月3日18时，受到本次地震影响，共造成倒塌房屋1.2万余间，其中严重损坏房屋5860余间，紧急转移安置受灾群众6.6万人，17个通讯基站断电。皮山县皮西那乡发现有地裂缝、砂土液化现象，公路部分路段有损坏现象。在阔什塔格乡发现有少数老旧房屋损坏，一座较大规模的清真寺墙体出现裂缝。地震还造成皮山县121所学校受损，受损面积约287641平方米。其中，共计23639平方米的11所学校部分校舍需拆除重建、63所学校部分校舍需进行加固维修、47所学校需要维修。南疆铁路南段震感强烈，部分站区房屋设施受损。铁路部门立即启动应急预案，对南疆铁路一间房—喀什—和田区段进行封锁，封锁区段长达782.5公里。乌鲁木齐南至和田的7563次、乌鲁木齐南至喀什的K9787次和乌鲁木齐南至喀什的7557次列车被紧急叫停，导致晚点到达目的地。另外，中华人民共和国商务部称，皮山县消费品市场供应充足，整体价格平稳，已经启动应急预案。

## 重建
2015年8月24日，和田地区十四师皮山农场地震灾后重建工作启动仪式在皮山农场举行。计划利用两年半的时间，投资11.2166亿元对农场进行重建。在仪式过后，2000套保障性安置住房、医院、学校等公共设施重建工程正式开工。2015年11月11日，新疆维吾尔自治区和田地区召开皮山地震灾后重建工作领导小组会议。由和田地委副书记、行署专员艾则孜·木沙主持召开，对今后一段时期灾后重建工作进行安排部署。会议要求加快进度建设好安居富民房，全力做好灾后重建工作。2015年11月25日，按照兵团党委对灾区恢复生产、重建家园的总体部署，新疆兵团成立了“7·3”皮山地震抗震救灾领导小组，印发《新疆皮山“7·3”地震兵团灾后恢复重建规划（2015-2017年）》，要求到2017年基本完成灾后恢复重建任务。截止2015年11月26日，新疆兵团发展改革委已下达两批灾后恢复重建投资计划，涉及医院、社区、水利以及城镇基础设施等5个项目，总投资额约5892万元。
截至2015年9月1日，需要维修的60所学校已全部维修完毕，需要加固的6所学校也已完工。皮山县县乡村三级卫生医疗单位14161平方米维修工作也已全面完成。震后，皮山县有些村民的旧房子处于断裂带或者斜坡下，不适合在原址重建房屋。村里从集体土地中划出一块来与村民原来的宅基地进行置换，集中在新址修建抗震安居房。皮山县从救灾资金中划拨了一部分经费，按照每户3万元、10吨水泥、1吨钢筋的标准进行补助，加上2017年到位的28500元富民安居补贴，按照每户新建80平方米房屋的标准，村民只需补交1万多元就可以住进新房了。村民可从皮山县设计的80多套户型中选择一套自己喜欢的方案，这些房屋均被保证至少能抵抗烈度为8度的地震。

## 后续
2015年7月27日，人民日报用“凝聚风雨同舟的力量”评论皮山地震抗震救灾，认为这是一场八方驰援的行动，也是一次民族团结的见证。秋季开学时，皮山地震灾区学生全部按时入学。但由于位于重灾区皮西那乡的阿孜干小学有6间教室在地震中受损，在新教室重建好之前，该校220名学生将被安置在学校旁边的幼儿园上课。而地震中受损较严重的皮西那乡中学的476名学生，已被全部转移至新建的皮山县第三中学暂时就读。2015年10月15日，为表彰本次地震中涌现出来的一批优秀先进基层党组织和优秀个人，新疆生产建设兵团第十四师举行了“7·3”皮山地震抗震救灾总结表彰大会。